# 週刊AKB
『週刊AKB』（しゅうかんエーケービー）は、2009年7月10日から2012年11月30日までテレビ東京とその系列局などで放送されていたAKB48のバラエティ番組である。

## 概要
関東地方および中京圏を除くテレビ東京系列の放送地域では初となるAKB48地上波レギュラー冠番組。キャッチコピーは「AKBのAKBによるAKBのための番組」。ここにおける「AKB」とは姉妹グループも含めた広い意味である。
放送開始当初は司会としてスピードワゴンが「顧問」としてほぼ毎回出演しており、その他のゲスト司会は「特別講師」としての出演だった。2010年に入りイジリー岡田が不定期で一部企画のMCを担当するようになったほか、MCを置かない企画も行われるようになった。2011年1月28日の放送を最後にスピードワゴンの出演がなくなり、入れ替わる形で我が家がMCを務めるようになった。これに伴い当初は「特別講師」として出演していた我が家をはじめ司会の肩書きは廃止された。
放送内容は当初、チャイムの音で教室を模したスタジオに駆け込んできたメンバーがタイトルコールを行い、ひな壇上に並べられた机に着席して番組開始。メンバー数名が参加したロケ企画のVTRを上映した後に時間が余ればスタジオ企画を行うスタイルであった。AKB48のスタジオ出演メンバーのうち2人が前列中央に座って「日直」として進行役を担っていた。その後、ロケのみで独立した放送やスタジオ企画が増え、当初の放送スタイルは2010年7月16日の放送で終了した。これに伴い進行役はMC芸人に一任されるようになって日直システムやタイトルコールは廃止され、ひな壇も簡素化された。また、2週間にまたがる企画や少人数のメンバーに焦点を絞った企画が増加した。
なお、AKB48メンバーは一部企画を除きSKE48、HKT48、JKT48も含めて全員が共通の当番組用の制服衣装を着用する。またAKB48冠番組としては唯一、装着する名札の色がチームごとに分けられていた。
当初は2009年7月3日から放送を開始する予定だったが、前の番組『イナズマイレブン 熱血アンコール』の放送があるため、2009年7月10日から放送を開始する運びとなった。
2010年7月2日からはハイビジョン製作で、アナログ放送ではレターボックス放送、デジタル放送ではハイビジョン放送開始（それまではサイドカット放送）。
2012年11月30日をもって放送を終了し、同年12月7日からは同時間帯で『AKB子兎道場』の放送を開始した。

## 出演者

### レギュラー
- AKB48
チーム所属は2012年11月1日時点。全員参加企画のみの出演者は除く。括弧内は名札の色。
  - AKB48
    - チームA（桃色）：伊豆田莉奈、入山杏奈、岩田華怜、河西智美、川栄李奈、菊地あやか、佐藤すみれ、佐藤夏希、篠田麻里子、高橋朱里、高橋みなみ、田野優花、中塚智実、仲俣汐里、仁藤萌乃、松井咲子、森川彩香、横山由依、渡辺麻友
    - チームK（緑色）：秋元才加、阿部マリア、板野友美、内田眞由美、大島優子、北原里英、倉持明日香、小林香菜、佐藤亜美菜、島田晴香、鈴木紫帆里、近野莉菜、永尾まりや、中田ちさと、仲谷明香、前田亜美、増田有華、松原夏海、宮崎美穂
    - チームB（青色）：石田晴香、市川美織、岩佐美咲、梅田彩佳、大場美奈、大家志津香、柏木由紀、片山陽加、加藤玲奈、小嶋菜月、小嶋陽菜、小森美果、島崎遥香、竹内美宥、田名部生来、中村麻里子、名取稚菜、野中美郷、藤江れいな、峯岸みなみ、山内鈴蘭
    - 研究生（赤色）：佐々木優佳里、平田梨奈

  - SKE48
    - チームS（紫色）：大矢真那、加藤るみ、木﨑ゆりあ、木下有希子、桑原みずき、須田亜香里、高田志織、出口陽、中西優香、平松可奈子、松井珠理奈、松井玲奈、矢神久美
    - チームKII（黄色）：石田安奈、小木曽汐莉、後藤理沙子、高柳明音、秦佐和子、古川愛李、松本梨奈、矢方美紀、向田茉夏
    - チームE（橙色）：上野圭澄、梅本まどか、金子栞、木本花音、小林亜実、 柴田阿弥、高木由麻奈、原望奈美、山下ゆかり

  - HKT48
    - チームH：穴井千尋、植木南央、多田愛佳、兒玉遥、指原莉乃、下野由貴、田中菜津美、中西智代梨、松岡菜摘、宮脇咲良、村重杏奈、森保まどか、若田部遥

  - JKT48
    - アヤナ・シャハブ、ガイダ・ファリシャ、クレオパトラ、シャニア・ジュニアナタ、ジェシカ・ファニア、ジェシカ・フェランダ、ステラ・コルネリア、シンディ・グラ、センディ・アリアニ、デフィ・キナル・プトリ、ナビラ・ラトナ・アユ・アザリア、メロディー・ヌランダニ・ラクサニ、ベビー・カエサラ・アナディラ、レズキー・ウィランティ・ディケ、野澤玲奈、高城亜樹、仲川遥香

  - SNH48
    - 鈴木まりや、宮澤佐江

- 司会者
  - 我が家：坪倉由幸、杉山裕之、谷田部俊（2011年2月 - 2012年11月）
  - イジリー岡田（2010年6月 - 2012年11月）

AKB48・SKE48・HKT48・JKT48のメンバーは不定期出演で、スタジオでは1回の放送で概ね10数人が出演していた。なお、メンバー個々の出演頻度は企画の趣旨やメディア露出度、スケジュールの都合などにより大きく異なるが、研究生でも番組に出演することはあった。
我が家は準レギュラー出演（主にロケ企画・別スタジオ企画）、イジリー岡田も準レギュラー出演（主にロケ企画・別スタジオ企画）で、杉山が単独で司会を務めることもあった。

### 放送期間中に出演を終了したレギュラー
番組自体が司会を除けば単一グループのみの出演なので、グループを卒業すると同時に事実上の番組降板となった。
- AKB48卒業生
  - AKB48
    - チームA：前田敦子
    - チームK：大堀恵、野呂佳代、小野恵令奈
    - チームB：浦野一美、奥真奈美
    - チーム4：森杏奈

  - SKE48：新海里奈、高井つき奈、松下唯、小野晴香、平田璃香子
  - HKT48：菅本裕子、江藤彩也香、仲西彩佳
  - JKT48：ネネン・ロスディアナ

- 司会者
  - スピードワゴン：井戸田潤、小沢一敬（2009年7月 - 2011年1月）

### ゲスト・その他の出演者
ゲスト扱いでない出演者も含む
- デーブ・スペクター - 高橋みなみがデーブの個人事務所に電話し声のみの出演。「みぃちゃんの部屋」ではゲストとして実際に出演している。
- バナナマン - 林間学校にて仕掛け人として一人二役で登場。日村は別の回で特別講師として小沢の代理および特別授業を行っている。
- 桜金造 - 特別授業としてメンバーに怪談話を披露。
- 島田秀平 - 「AKBバスケ部」でコーチを務める。「ルーキーズ 抜き打ち 学力テスト」には副担任として、「進路指導!」では先生役として出演。「りっちゃんのひとりでできるもん!」お兄さん役。
- セイン・カミュ - 「AKB英語部」で講師を務める。
- 五十嵐圭 - 「AKBバスケ部」でメンバーを指導。
- つまみ枝豆 - 「GUAM QUEST 48」にて怪談話の語りべとして出演。
- あゆみ - 料理研究家。「苦手克服部」で料理を提供。
- 野村絵理奈 - アナウンススクール代表取締役。「苦手克服部」では指導役として、「朗読王選手権」では審査員として出演。
- 剣崎恵 - サバイバル訓練の教官。「サバイバル強化合宿」で全般の指導を担当。
- 美濃部和巳 - スポーツジムトレーナー。
- 西出ひろ子 - マナー講師。「マナー女王決定戦」で解説および審査員を務める。
- 具志堅用高 - 「みぃちゃんの部屋」にゲストとして出演。
- さくらまや - 「みぃちゃんの部屋」にゲストとして出演。
- ダンディ坂野 - 「みぃちゃんの部屋」にゲストとして出演。
- 久本雅美 - 「みぃちゃんの部屋」の事前解説役として出演。
- 三又又三 - 2011年2月放送の「抜き打ちテスト」と「ドッキリ女学園」に特別講師として出演。
- カンニング竹山 - 「ドッキリ女学園」で担任役としてゲスト司会を務めた。
- 小島よしお - 早稲田大学OBとして同校案内役を務める。
- ふかわりょう - 慶應義塾大学OBとして出演。
- 響 - 「ドッキリ女学園」に仕掛け人として出演。
- 乱一世- 「ドッキリ女学園」に仕掛け人として出演。
- 神奈月 - 「ドッキリ女学園」に仕掛け人として出演。
- 板尾岳人 - 川柳センス権の講師を務めた川柳家。板尾創路（130R）の実父。
- 福澤朗 - 「チャレンジ・ザ・AKB 卓球編」にコーチとして出演。
- 猫ひろし - 「チャレンジ・ザ・AKB 卓球編」にコーチとして出演。
- ロッチ - 「アドリブクイーン決定戦」に記者役で出演。
- Wエンジン - 「スジアリ部」にエキストラとして出演。
- 青木宏行 - 「Flashスペシャル」（光文社）編集長。「AKBかるた選手権」に解説者として出演。
- 福井典子 - 全日本かるた協会A級公認読み手。「AKBかるた選手権」に読み手として出演。
- 藤村克裕 - 京都造形芸術大学教授。「AKB美術部」に講師として出演。
- 山本高広 - 「ライあっ! GAME」に仕掛け人として出演。
- パラシュート部隊 - 「らぶたんおもてなしツアー in 博多」にプレゼンターとして出演。
- ノボせもん - 「らぶたんおもてなしツアー in 博多」にプレゼンターとして出演。
- SAORI - 「らぶたんおもてなしツアー in 博多」にプレゼンターとして出演。
- 香月亜耶乃 - 「らぶたんおもてなしツアー in 博多」にプレゼンターとして出演。
- 土居上野 - 「らぶたんおもてなしツアー in 博多」にプレゼンターとして出演。
- ゴリけん - 「らぶたんおもてなしツアー in 博多」に出演。

## 放送日程
◆は番組ロゴ作成者

### スペシャル番組
- 別冊週刊AKB[注釈 2]：2009年9月27日 - 10月25日
  - 当初予定されていた特撮番組『探偵天使ドラゴネット』の放送が直前になって休止された影響による差し替え。
- 週刊AKB特別号：2010年1月2日10:00 - 10:55
- 号外!週刊AKBスペシャル：2010年7月11日11:55 - 12:49

### 放送休止事例
- 2010年6月4日 - 鳩山由紀夫内閣総辞職・2010年6月民主党代表選挙による『NEWS FINE』放送時間延長のため。
- 2010年12月31日の放送は12月30日（木）の14:00 - 14:30に変更（放送地域によって異なる）。
- 2011年3月11日 - 東北地方太平洋沖地震（東日本大震災）発生による報道特別番組放送のため。
- 2011年3月18日 - 東日本大震災のため番組を自粛し環境番組『ネイチャーランド』へ差し替え。

## 企画
※単発企画は除く
週刊AKBニュース
エンディング前にほぼ毎回放送される告知コーナー。AKB48だけでなく番組に出演しない姉妹ユニットの告知も行われる。
絶叫クイーン選手権
テーマパークのアトラクションに挑戦しながら出されたお題をクリアする。2人1組で1人ずつ対戦し、獲得ポイントの合計で勝敗を競う。
部活動
社会に出てさまざまなことを体験する企画。部活名は一般的なものから番組オリジナルのものまで存在し、1度限りの物もあれば長期にわたったものもある。各部活には部長が任命されている。
学力テスト
数か月おきに行われるペーパーテスト。当初は定期テストとして行っていたが、2011年以降は抜き打ちで行われている。1教科100点満点だが教科数は回によって異なる。採点終了後の答え合わせで正解者と誤答の代表例がそれぞれ紹介され、すべての教科の答え合わせが終了した後に上位3人と下位3人が発表され、最下位のメンバーには罰ゲームが執行される。
チャレンジ・ザ・AKB
メンバーがそれぞれくじで引いたお題を、人間の集中力の限界といわれる90分で指導を仰ぎながら習得し、本番のスタジオで挑戦する。失敗すれば罰ゲームを受ける。指導者はその道の第一人者から身近な人物まで様々である。
AKビータン
メンバーが私服で料理店に集まり、食事をしながらガールズトークを繰り広げる企画。3人でスタートし途中から若干名のメンバーが乱入するのが定番になっている。参加メンバーのくくりで企画名が変わることもある。
1ショットオークション
1ショットでのアピールタイムをかけて行われる企画。出されたお題に対して実現可能と思われる数値をオークション形式で提示し、落札したメンバーが実際にその記録に挑む。成功すれば15秒間のアピールタイムが与えられるが、失敗すれば罰ゲーム。なお、この企画の放送回では、メンバーは少なくとも落札しなければ1ショットで画面に移ることができない。
アドリブクイーン決定戦
少人数で参加する企画。記者会見場についてから初めて会見の内容を知らされ、何も準備をしていない状態で質問に答えることになる。途中から審査がなくなり、本人や見る側の満足度のみを計る企画となっている。
ブラチャモリ
3名程度で自転車で町中を散策する。散策する範囲は決められているが、コースや立ち寄る場所はメンバーの任意。

## 主題歌・挿入歌
AKB48・SKE48および派生ユニットの楽曲を適宜使用している。

## 備考
- 2010年8月13日放送の大縄跳び大会は同年6月6日に収録された[2]が、放送日にはすでに脱退していた石黒貴己・植木あさ香・絹本桃子・高松恵理・藤本紗羅が出演していたため、収録日テロップが表示された。
- 2010年10月22日放送の球技大会は同年9月23日に収録され[3]、仲川・多田が収録中に負傷。また、同年10月15日放送分『AKB48のオールナイトニッポン』において秋元才加のチームKキャプテン辞任表明があったことと、放送日にはすでに脱退していた岩崎仁美・佐野友里子が出演していたため、収録日テロップが表示された。

## ネット局・放送時間
| 放送地域      | 放送局         | 系列           | 放送日時           | 放映開始日     | 遅れ       |
| ------------- | -------------- | -------------- | ------------------ | -------------- | ---------- |
| 関東広域圏    | テレビ東京     | テレビ東京系列 | 金曜 17:30 - 18:00 | 2009年7月10日  | 制作局     |
| 北海道        | テレビ北海道   | テレビ東京系列 | 金曜 17:30 - 18:00 | 2009年7月10日  | 同時ネット |
| 愛知県        | テレビ愛知     | テレビ東京系列 | 金曜 17:30 - 18:00 | 2009年7月10日  | 同時ネット |
| 大阪府        | テレビ大阪     | テレビ東京系列 | 金曜 17:30 - 18:00 | 2009年7月10日  | 同時ネット |
| 岡山県 香川県 | テレビせとうち | テレビ東京系列 | 金曜 17:30 - 18:00 | 2009年7月10日  | 同時ネット |
| 福岡県        | TVQ九州放送    | テレビ東京系列 | 金曜 17:30 - 18:00 | 2009年7月10日  | 同時ネット |
| 福島県        | テレビユー福島 | TBS系列        | 月曜 25:20 - 25:50 | 2011年4月16日  | 24日遅れ   |
| 滋賀県        | びわ湖放送     | 独立局         | 水曜 18:25 - 18:55 | 2010年3月31日  | 26日遅れ   |
| 和歌山県      | テレビ和歌山   | 独立局         | 日曜 8:30 - 9:00   | 2011年9月4日   | 30日遅れ   |
| 奈良県        | 奈良テレビ放送 | 独立局         | 月曜 25:30 - 26:00 | 2011年10月17日 | 31日遅れ   |
| 三重県        | 三重テレビ放送 | 独立局         | 木曜 17:00 - 17:30 | 2011年10月20日 | 13日遅れ   |

### 過去のネット局
- テレビ熊本（フジテレビ系列）：2011年8月6日 - 9月17日・10月22日